# Caterina Misasi
Caterina Misasi (Cosenza, 10 gennaio 1983) è un'attrice italiana.

## Biografia
Nata a Cosenza, da una famiglia numerosa, terza di otto figli, il padre Antonio gestisce un albergo-ristorante in provincia di Viterbo, mentre sua madre Maria Gabriella è casalinga. È la nipote del politico democristiano Riccardo Misasi, giá ministro della pubblica istruzione e del mezzogiorno, nonché dell'attore Pierluigi. 
Inizia la sua formazione professionale presso il Centro sperimentale di cinematografia di Roma frequentando il seminario propedeutico, successivamente lavora nella produzione teatrale OSI85 come assistente alla regia e aiuto regia per Anna Proclemer e Giovanni Lombardo Radice. Nel 2005 debutta in teatro con lo spettacolo Donne, velocità, pericolo di e con Edoardo Sylos Labini. Dal gennaio dello stesso anno è nel cast della soap opera di Canale 5 Vivere, dove è protagonista, con il ruolo di Carolina Blasi, fino a fine agosto 2007, per poi tornare per alcune puntate nel dicembre dello stesso anno.
Successivamente lavora come protagonista di episodi di alcune fiction TV: Don Matteo 6, Quo vadis, baby?, Provaci ancora prof 3 e I Cesaroni 3.
Nel 2009 è tra i protagonisti della serie Un medico in famiglia 6, in cui interpreta il ruolo di Fanny, collega e fidanzata di Lele Martini.
Continua la sua carriera in teatro lavorando con vari registi, tra i quali Pietro Bontempo, Reza Keradmand e Sharoo Keradmand, fino a ottenere, nel 2010, il ruolo di protagonista per lo stabile di Catania con la regia di Giampiero Borgia. Nel 2011, oltre a partecipare al settimo episodio di Distretto di polizia 11, recita nel film TV Un Natale per due; l'anno successivo lavora in Nero Wolfe e in Walter Chiari - Fino all'ultima risata nel quale veste i panni di Lucia Bosè a fianco di Alessio Boni.
Nel 2013 entra nel cast della soap opera CentoVetrine nel ruolo della fotoreporter Fiamma Brera.
Nel 2018 è protagonista nel film "Arberia"  di Francesca Olivieri e nel 2019 sempre con il ruolo di protagonista nel film "Magari resto" di Mario Parruccini.
Nel 2022 è nel cast del film "Even"  di Giulio Ancora.
Nel 2023 è protagonista del film noir "La stanza del tempo sospeso" diretta dalla regista e autrice Olga Merli.
Debutta al cinema come regista con il corto musicale "Cosenza in testa" nel 2024

## Teatro
- Donne, velocità, pericolo, di Edoardo Sylos Labini insieme a Francesco Sala e Viola Pornaro, regia di Francesco Sala e Viola Pornaro (2005-2006)
- Periferia 2020 di e regia di Alessandro Mistichelli (2007)
- Top dogs, di Urs Widmer, regia di Pietro Bontempo (2008)
- Impresa di famiglia, di Pierpaolo Palladino, regia di Pietro Bontempo (2009)
- Il cammino del principe, Il mercato dei folletti, di Christina Rossetti, regia di Pietro Bontempo (2010-2013)
- Coltelli nella schiena, ali in faccia, di Pierre Notte, regia di Reza Keradmand (2010-2011)
- Eunuchus, di Publio Afro Terenzio, regia di Pietro Bontempo (2010)
- Cavalleria rusticana, di Giovanni Verga, regia di Gianpiero Borgia (2010) - Teatro stabile di Catania
- La bisbetica domata, di William Shakespeare, regia di Sharoo Keradmand (2011)
- Mad love of circus, regia di Giorgia Filanti (2011)
- La rabbina, di Anna Gruskova, regia di Pietro Bontempo (2011)
- Il vate e la diva di Giuseppe Tagliente, regia di Pietro Bontempo (2014)
- San Francesco de Paula di Francesco Perri, regia di Marco Simeoli (2016)
- Dieci piccoli indiani... e non rimase nessuno di Agatha Christie, regia di Ricard Reguant (2017/18/19)
- Zio Vanja di A. Cechov, regia di Roberto Valerio (2023)

## Filmografia

### Cinema
- Arbëria, regia di Francesca Olivieri (2018)
- Magari resto, regia di Mario Parruccini (2018)
- Diversamente, regia di Max Nardari (2021)
- Even Regia di Giulio Ancora (2022)
- La stanza del tempo sospeso di O.Merli e A.Giancarli (2023/2024)

### Televisione
- Vivere – serial TV, 602 puntate (2005-2007)
- Don Matteo – serie TV, episodio 6x18 (2008)
- Quo vadis, baby?, regia di Guido Chiesa – miniserie TV, episodio 5 (2008)
- Provaci ancora prof!, regia di Rossella Izzo – miniserie TV (2008)
- I Cesaroni – serie TV, episodio 3x13 (2009)
- Un medico in famiglia – serie TV, 14 episodi (2009)
- Distretto di polizia – serie TV, episodio 11x07 (2011)
- Un Natale per due, regia di Giambattista Avellino – film TV (2011)
- Che Dio ci aiuti – serie TV, episodio 1x08 (2012)
- Walter Chiari - Fino all'ultima risata, regia di Enzo Monteleone – miniserie TV (2012)
- Nero Wolfe – serie TV, episodio 1x02 (2012)
- CentoVetrine – serial TV (2013-2015)
- A. L. I. C. E., regia di Mario Parruccini (2019)
- Don Matteo, registi vari  – serie TV, episodio 13x9 (2022)
- I leoni di Sicilia, regia di Paolo Genovese - serie Disney+ (2023)